# Bahnhof Riegel-Malterdingen
Der Bahnhof Riegel-Malterdingen (bis 2011 Riegel) ist ein kleiner Anschlussbahnhof im nördlichen Landkreis Emmendingen auf der Gemarkung Malterdingen unmittelbar an der Gemeindegrenze zu Riegel am Kaiserstuhl. Er wurde am 1. August 1845 mit dem Streckenteil von Offenburg nach Freiburg der Rheintalbahn eröffnet. Seit 1894 zweigt hier die Kaiserstuhlbahn der damaligen Süddeutschen Eisenbahn-Gesellschaft nach Endingen ab, von der in Riegel Ort ein Zweig am Ostrand des Kaiserstuhls nach Gottenheim abgeht, während der andere von Endingen seit 1895 im Westen des Gebirges nach Breisach führt.

## Name
Nach dem Bau der Kaiserstuhlbahn wurde der Bahnhof zur Unterscheidung vom ortsnahen Kaiserstuhlbahnhof (heute Riegel Ort) als Riegel Staatsbf oder Riegel Bad. Bf bezeichnet. Ab spätestens 1905 trug er kurzzeitig den Namen Riegel Hbf.
Bis 2011 hieß der Bahnhof bahnamtlich Riegel. Die Umbenennung in Riegel-Malterdingen erfolgte auf einen Wunsch der Gemeinde Malterdingen.

## Lage
Der Bahnhof Riegel-Malterdingen mit Bahnhofsgebäude westlich der Rheintalbahn liegt 2 km vom Ortskern entfernt noch vollständig auf der Gemarkung der Gemeinde Malterdingen, direkt an der Gemarkungsgrenze zu Riegel.
Die Gleise der Kaiserstuhlbahn liegen westlich des DB-Bahnhofes auf Riegeler Gemarkung, eine direkte Einfahrt in den DB-Bahnhof ist nicht möglich. Im nördlichen Bahnhofsteil gibt es ein Verbindungsgleis zur Rheintalbahn.

## Geschichte
Durch den Bau der Staatsbahnlinie der Badischen Hauptbahn von Mannheim nach Basel, deren Abschnitt von Offenburg nach Freiburg am 1. August 1845 eröffnet wurde, erhielt die Gemeinde Riegel erstmals einen Bahnanschluss.
Da sich der Bahnhof außerhalb des Ortes Riegel befand, wurde 1894 die Kaiserstuhlbahn über den Bahnhof Riegel am Kaiserstuhl Ort nach Endingen sowie ein Abzweig von Riegel Ort nach Gottenheim an die Breisacher Bahn erbaut, um den Ort Riegel besser an die Eisenbahn anzuschließen. 1895 folgte das Reststück Endingen – Breisach, wo bis 1945 Anschluss über die Breisacher Eisenbahnbrücke über den Rhein ins französische Colmar bestand.
Die Kaiserstuhlbahn gehörte als Privatbahn lange Zeit zur Süddeutschen Eisenbahn-Gesellschaft (SEG) und wird heute von der Südwestdeutschen Landesverkehrs-GmbH (SWEG) betrieben.
1978 verkehrte von Riegel-Malterdingen erstmals der Museumsdampfzug Rebenbummler, welcher seitdem jährlich von Mai bis Oktober auf der Kaiserstuhlbahn verkehrt.
Anfang September 2014 wurde auf der östlichen Seite des Bahnhofs (Gemarkung Malterdingen) für 416.000 Euro ein großer Pendlerparkplatz errichtet, welcher den bereits bestehenden Parkplatz auf der Westseite des Bahnhofs (Gemarkung Riegel) ergänzte. Die Kosten trug alleine die Gemeinde Malterdingen.
Im Zuge des Ausbaus zur Breisgau-S-Bahn 2020 wurde die Kaiserstuhlbahn bis 2019 elektrifiziert. Der Betrieb auf der S 5 mit elektrischen Triebwagen konnte wegen Fahrzeugmangels allerdings erst im Juni 2021 aufgenommen werden.

## Verkehr

### Bahnverkehr
Der Bahnhof wird ausschließlich im Nahverkehr von Regionalbahn- und Regional-Express-Zügen im Stundentakt bedient. Die Kaiserstuhlbahn verkehrt ebenfalls im Stundentakt. Die nächsten Fernverkehrshalte sind in Freiburg (25 km südlich) und Offenburg (45 km nördlich).
| Linie | Verlauf | Takt                                                        | Betreiber |
| ----- | --- | ----------------------------------------------------------- | --------- |
| RE 7  | Offenburg – Lahr (Schwarzw) – Riegel-Malterdingen – Emmendingen – Freiburg (Breisgau) – Müllheim (Baden) – Weil am Rhein – Basel Bad Bf (– Basel SBB) | 60 min                                                      | DB Regio  |
| RB26  | (Müllheim (Baden) – Buggingen – Heitersheim – Bad Krozingen – Norsingen – Schallstadt – Ebringen –) (einzelne Züge wochentags) Freiburg (Breisgau) Hbf – (Freiburg-Herdern → Freiburg-Zähringen →) (ein Zug morgens in Tagesrandlage) Gundelfingen (Breisgau) – Denzlingen – Kollmarsreute – Emmendingen – Teningen-Mundingen – Köndringen – Riegel-Malterdingen – Kenzingen – Herbolzheim (Breisgau) – Ringsheim – Orschweier – Lahr (Schwarzw) – Friesenheim (Baden) – Offenburg Stand: Fahrplanwechsel Dezember 2022 | 60 min                                                      | DB Regio  |
| S5    | Riegel-Malterdingen – Riegel am Kaiserstuhl Ort – Endingen am Kaiserstuhl – Königschaffhausen – Sasbach am Kaiserstuhl – Jechtingen – Burkheim-Bischoffingen – Oberrotweil – Achkarren – Breisach Stand: Fahrplanwechsel Dezember 2022 | 60 min 30 min (Riegel-Malterdingen–Endingen nachm. zur HVZ) | SWEG      |

### Busverkehr
Die Bushaltestelle Bahnhof auf der Westseite des Bahnhofs Riegel-Malterdingen wird von folgenden Buslinien bedient:
| Linie | Linienverlauf                                                          |
| ----- | ---------------------------------------------------------------------- |
| 102   | Riegel-Malterdingen Bahnhof–Endingen–Sasbach–Jechtingen–Breisach       |
| 103   | Riegel-Malterdingen Bahnhof–Riegel–Endingen–Sasbach                    |
| 105   | Riegel-Malterdingen Bahnhof–Bahlingen–Eichstetten–Teningen–Emmendingen |

An der Bushaltestelle Riegel-Malterdingen Bahnhof-Ostseite verkehrt – neben einem eventuellen Schienenersatzverkehr – folgende Regionalbuslinie:
| Linie | Linienverlauf                                                |
| ----- | ------------------------------------------------------------ |
| 7200  | Emmendingen–Köndringen–Riegel-Malterdingen Bahnhof–Kenzingen |